# 侵犯保险
侵犯保险是无政府资本主义里面的一个概念。它不是指由政府为生命、自由和财产提供安全保护，而是指由一个具有法律地位的实体为受害者统计伤害损失，并向保险公司索赔，赔偿的责任将由保险公司承担，那么它就有动力找出违法者并要求其赔偿。
这个体系的支持者认为这样犯罪受害者将有强烈的动机去报案，而保险公司也会以超出现有体系的强烈的动力去找出违法者，并向其索赔，同时它会尽可能减少附带损害和尽可能的预防损失。而且，支持者声称保险公司将指导公民通过各种防范措施来降低受侵害的风险。
反对者认为这样一种体系将总是鼓励保险公司找出索赔的对象而不是分析索赔是否值得，这样将伤害并毁掉国家法律的平等和公正。反对者还对那些没有基本保险的人能否受到保护表示关心。

## 主张实行侵犯保险的书籍
- 《为了自由的市场（英语：The Market for Liberty）》

- 《为了新自由（英语：For a New Liberty）》